# Isoperla ambigua
Isoperla ambigua är en bäcksländeart som först beskrevs av Raymond Justin Marie Despax 1936.  Isoperla ambigua ingår i släktet Isoperla och familjen rovbäcksländor. Inga underarter finns listade i Catalogue of Life.